# Félix Godefroid
Dieudonné Joseph Guillaume Félix Godefroid (ur. 24 lipca 1818 w Namur, zm. 12 lipca 1897 w Villers-sur-Mer) – belgijski harfista i kompozytor.

## Życiorys
Brat Jules’a-Josepha. Uczył się w założonej przez jego ojca szkole muzycznej w Boulogne-sur-Mer, następnie podjął studia u François-Josepha Nadermana w Konserwatorium Paryskim, które ukończył w 1835 roku z II nagrodą. Pobierał też prywatnie lekcje u Théodore’a Labarre’a. Koncertował w Niemczech, Hiszpanii, Wielkiej Brytanii, Holandii, a także na Bliskim Wschodzie.
Skomponował m.in. operę La harpe d’or (wyst. Paryż 1858), kantatę Les soupirs (1861) oraz liczne utwory na harfę i fortepian. Napisał szkołę gry na harfie, Mes exercices.